# 三井高堅
三井 高堅（みつい たかかた、1867年6月24日（慶應3年5月22日） - 1945年（昭和20年）5月31日）は、日本の実業家。三井呉服店社長や、三井物産社長、三井銀行社長、三井合名副社長等を歴任した。別名に、宗堅，堅三郎，源右衛門，子鑽，小佶庵，聴氷，聴氷閣，不朽，靖屋，風蛤，辛田，双鹿，双鹿閣，砌梧，日本人，戴星。

## 人物・経歴
三井松坂家7代当主三井高敏（則右衛門）と母クガ（久賀）との三男堅三郎（賢三郎）として生まれ、1883年に三井高朗の養子となり、その2日後に三井新町家の三井高辰の長女いその婿養子となった。1893年に三井源右衛門に改称し、1894年三井呉服店社長に就任。1909年三井合名監査役。1912年三井合名監査部長、東神倉庫社長。1913年三井鉱山代表取締役。1914年三井物産社長。1920年から三井銀行社長を務め、1932年には三井合名副社長にも就任したが、池田成彬三井合名理事による改革で1934年に退任させられた。美術品の収集家としても知られ、収集した中国古拓本は三井記念美術館に収蔵されている。

## 家族
- 養弟の辰之助（1873年生、高辰の子）は、代々金融業を営む大阪の素封家・殿村家の養子となり、殿村平右衛門を名乗る。その長男の妻・敏子は高堅の三女。[12]
- 養弟の高隣（1890年生）は、大阪屈指の資産家で金物商の和田久左衛門の養子となり、襲名。その妻の久子は伯爵で東本願寺管長の大谷光瑩の娘（庶子）。先代久左衛門の妻あゐは鴻池幸富（10代目鴻池善右衛門）の長女。[13]
- 長男・高遂
- 二男・高寔